# Томас Ян Ніколас
Томас Ян Ніколас або Томас Ієн Ніколас (англ. Thomas Ian Nicholas; 10 липня 1980) — американський актор, музикант і продюсер. Став відомим завдяки ролі Кевіна Маєрса в фільмах «Американський пиріг».

## Біографія
Томас Ян Ніколас народився 10 липня 1980 року в місті Лас-Вегас, штат Невада. Побувавши на кіностудії і знявшись в першій епізодичній ролі в серіалі 1989—2001 років «Рятувальники Малібу», Томас Ян Ніколас зрозумів, що хотів би зніматися тільки в кіно. У 1989 році починаючому акторові випав шанс зіграти в комедії «Одружені... та з дітьми» з акторами: Едом О'Нілл, Девідом Фаустіно і Крістіною Епплгейт. Це був класичний американський ситком про життя звичайної американської сім'ї.
У 1990 році Томас Ян Ніколас відпрацював епізодичну роль в гучному серіалі «Санта Барбара» про приголомшливе і повне подій життя багатої родини Кепвеллів. Головні ролі зіграли такі актори як: Ненсі Лі Гран, Лейн Девіс, Марсі Вокер, Ей Мартінес і Робін Райт. Потім послідувала низка серіалів за участю Томаса Яна Ніколаса: 1991—1996 рік — «Сестри», 1993—1995 рік — «Доктор Куїн: жінка-лікар», 1997—2000 рік — «Дорога, я зменшив дітей».
Кар'єра Томаса Ніколаса досить успішно тривала. Актор взяв участь в зйомках фільмів для дитячої аудиторії. 1993 року зіграв головну роль у кінокомедії «Новачок року», а 1995 року Ніколас блискуче зіграв головну роль Келвіна Фуллера у фантастичній комедії режисера Майкла Готліба «Перший герой при дворі короля Артура», створеної за сценарієм Майкла Парта і Роберта Л. Леві. На головні ролі тоді були запрошені актори: Джосс Акленд, Арт Малік і Палома Баеса. Герой Томаса Ієна — хлопчик з сучасності Келвін Фуллер потрапив за часів Короля Артура. Його Місія — врятувати Камелот.
У 1999 році кінокар'єра Томаса Яна Ніколаса зробила небувалий стрибок. Людиною, яка повірила в здатності актора бути головним героєм Кевіном в молодіжній комедії «Американський пиріг», став режисер Адам Герц. Інші головні ролі виконали актори: Джейсон Біггз, Елісон Ганніган, Кріс Кляйн і Шеннон Елізабет.
Після першого фільму Томас Ян Ніколас знявся в двох продовженнях «пирога»: у 2001 році «Американський пиріг 2» і в 2003 році «Американський пиріг 3: Весілля», в яких все також блискуче грав знаменитого персонажа — Кевіна Маєрса. Чудово зіграна ним роль стала виразно кращою в кар'єрі актора.
У 2000 році режисер і сценарист Гай Манос запросив Томаса Яна Ніколаса, Тома Беренджер і Стівена Болдуіна в бойовик «Затяжний стрибок». У послужному списку актора значилися такі фільми як: «Романтична комедія 101», трилер 2002 року «Хелловін: Воскресіння», картина 2006 року «Поклик природи».
Погоджуючись часом на менш значущі ролі, Томас Ян Ніколас керувався бажанням піти до кінця, досліджувати самого себе, не зупиняючись ні перед чим. У 2008 році Томас Ян Ніколас зіграв ролі-підтримки в стрічці «Шлях Шермана» і картині «Міст в нікуди». У 2009 році глядачі побачили улюбленого актора в драматичному фільмі режисера Бадді Джовінаццо «Веселе життя в Кректауне» в одній з головних ролей. Інші провідні ролі відпрацювали актори: Брендон Раут, Шеннін Соссамон, Керрі Вашингтон, Аріель Вінтер і Лара Флінн Бойл.
У 1998 році Томас Ян Ніколас створив музичну групу «TNB» — «Thomas Nicholas Band», з якої в подальшому випустив кілька альбомів.
Томас Ян одружений із DJ Colette.

## Фільмографія
| Рік  |    | Українська назва                       | Оригінальна назва            | Роль               |
| ---- | -- | -------------------------------------- | ---------------------------- | ------------------ |
| 1993 | ф  | Прагне в височінь                      | Radio Flyer                  | Ферді              |
| 1993 | ф  | Новачок року                           | Rookie of the Year           | Генрі Ровенгартнер |
| 1995 | тф | Доктор Куїн, жінка-лікар               | Dr. Quinn, Medicine Woman    | Річард             |
| 1995 | ф  | Перший герой при дворі короля Артура   | A Kid in King Arthur's Court | Келвін Фуллер      |
| 1999 | ф  | Американський пиріг                    | American Pie                 | Кевін Маєрс        |
| 2000 | тф | Затяжний стрибок                       | Cutaway                      | Ріп                |
| 2001 | ф  | Американський пиріг 2                  | American Pie 2               | Кевін Маєрс        |
| 2002 | ф  | Правила сексу                          | Rules of Attraction          | Мітчелл Аллен      |
| 2002 | ф  | Хелловін: Воскресіння                  | Halloween: Resurrection      | Білл Вудлейк       |
| 2003 | ф  | Американський пиріг 3: Весілля         | American Wedding             | Кевін Маєрс        |
| 2009 | ф  | Міст в нікуди                          | The Bridge to Nowhere        | Едді               |
| 2009 | ф  | Ну що, зіграємо?                       | Let the Game Begin           | Тріпп              |
| 2012 | ф  | Американський пиріг: Знову разом       | American Reunion             | Кевін Маєрс        |
| 2015 | ф  | Волт до Мікі                           | Walt Before Mickey           | Волт Дісней        |
| 2015 | ф  | Білал                                  | Bilal: A New Breed of Hero   | Саад               |
| 2016 | ф  | Вовки та вівці: ме-е-е-га перетворення | Sheep and Wolves             | Худий (голос)      |
| 2019 | ф  | Зеровілль                              | Zeroville                    | Мартін Скорсезе    |